# Mallophora emiliae
Mallophora emiliae là một loài ruồi trong họ Asilidae. Mallophora emiliae được Carrera miêu tả năm 1960. Loài này phân bố ở vùng Tân nhiệt đới.